# MS La Marseillaise
Pour les articles homonymes, voir La Marseillaise (homonymie).
Le Maréchal Pétain est un paquebot construit en 1939 à La Ciotat pour la Compagnie des messageries maritimes. Sa construction est ralentie par la guerre et un sabordage en 1944. Il entre en service en 1949 sous le nom de La Marseillaise. Devenu l’Arosa Sky en 1957 à la suite de son rachat par la compagnie Arosa Lines, il devient le Bianca C. pour Costa Croisières en 1959 et sombre en rade de Grenade le 23 octobre 1961 après avoir brûlé pendant plus de 48 heures.

## Histoire
Le Maréchal Pétain est un paquebot construit en 1939 à La Ciotat pour les Messageries maritimes. Sa construction commence au début de la Seconde Guerre mondiale, puis est arrêtée à la suite de l'armistice du 22 juin 1940. En décembre 1940, les Allemands ordonnent la reprise des travaux. La coque est lancée en juin 1944 (diverses dates selon les sources) puis remorqué à Port-de-Bouc où il est sabordé le 21 août 1944 par les Allemands en retraite.
Après la guerre, le navire est renfloué et sa construction reprend, mais il est renommé La Marseillaise. Il entame son voyage inaugural le 30 juin 1949. Le 2 mars 1953, il est heurté par le navire Hermelein alors qu'il quitte le port de Yokohama. Il est réparé à Kobe et reprend sa route.
Le 4 septembre 1956, il est réquisitionné par la Marine nationale à cause de la crise du canal de Suez et est converti en navire-hôpital à Toulon, avant de servir de transports de troupes pour la guerre d'Algérie.
En février 1957, il est vendu à la compagnie Arosa Lines et devient l’Arosa Sky. Il effectue des traversées entre Bremerhaven et New York. En octobre 1958, il est racheté par Costa Croisières et renommé Bianca C. Sa carrière s'arrête subitement le 23 octobre 1961, lorsqu’il s'embrase en rade de Grenade après une explosion dans la salle des machines. Un marin décède et le navire sombre 48 heures après le début de l'incendie.

## Sources
- (fr) L'histoire de La Marseillaise sur messageries-maritimes.org
- (fr) L'histoire de La Marseillaise sur frenchlines.com
- (sv) L'histoire de La Marseillaise sur faktaomfartyg.se